# Левченко, Максим Борисович
Максим Борисович Левченко (8 октября 1978, Ленинград, СССР) — российский предприниматель и меценат, управляющий партнёр компании Fort Group. По данным Forbes в 2015 году занимал 22 место среди лидеров российской недвижимости и 48 место в «Рейтинге миллиардеров — 2017» газеты «Деловой Петербург». Состояние оценивается в 24 миллиарда рублей

## Биография
В 2000 году окончил юридический факультет СПбГУ. В 2004 году стал членом коллегии адвокатов. В 2008 году получил образование в London Metropolitan University.

### Предпринимательство
В 2009 году с партнёрами основал Fort Group, которая занялась скупкой проблемных активов на рынке торговой недвижимости Петербурга. Первым приобретением стал мебельный центр «Грейт» у холдинга «Адамант», затем был куплен торговый центр «Южный Полюс» у Александра Матта и Сергея Боярского. В 2011 году у Андрея Рогачева был приобретен банкротящийся холдинг «Макромир» вместе с долгами. На 2016 год компания владеет более 530 тыс. м² в объектах коммерческой и торговой недвижимости, среди которых ТРК «Европолис», «Французский бульвар», «Сити Молл», «Родео Драйв», строящийся бизнес-центр класса А+ площадью более 24 тыс.м², элитный жилой комплекс на Крестовском острове и первый в России семейный парк активного отдыха под брендом Angry Birds.
В 2013 году приобрел 10,4 % акций ОАО «Большой Гостиный двор» и предложил свой план реконструкции. Проект был представлен на европейской выставке MIPIM в марте 2016 года.
В 2015 году приобрел 80 % газеты «Деловой Петербург» и несколько интернет-ресурсов, входящих в пакет шведского издателя Bonnier AB в России в связи с изменениями в российском законодательстве, по которым доля иностранного капитала в СМИ не может превышать 20 %.
С 2013 года Fort Group является генеральным спонсором футбольного клуба «Тосно».
В 2015 году был награждён губернатором Петербурга Георгием Полтавченко премией «Инвестор года» за реализацию значимых для города проектов.
Последними проектами бизнесмена являются реализация транспортно-пересадочного узла в «Рыбацком», завершение строительства бизнес-центра Fort Tower на Московском проспекте, строительство семейного парка Gorilla Park в Приморском районе.

## Политическая деятельность
В 2016 году вступил в ЛДПР, чтобы баллотироваться в Законодательное собрание Санкт-Петербурга 